# IROC XIII

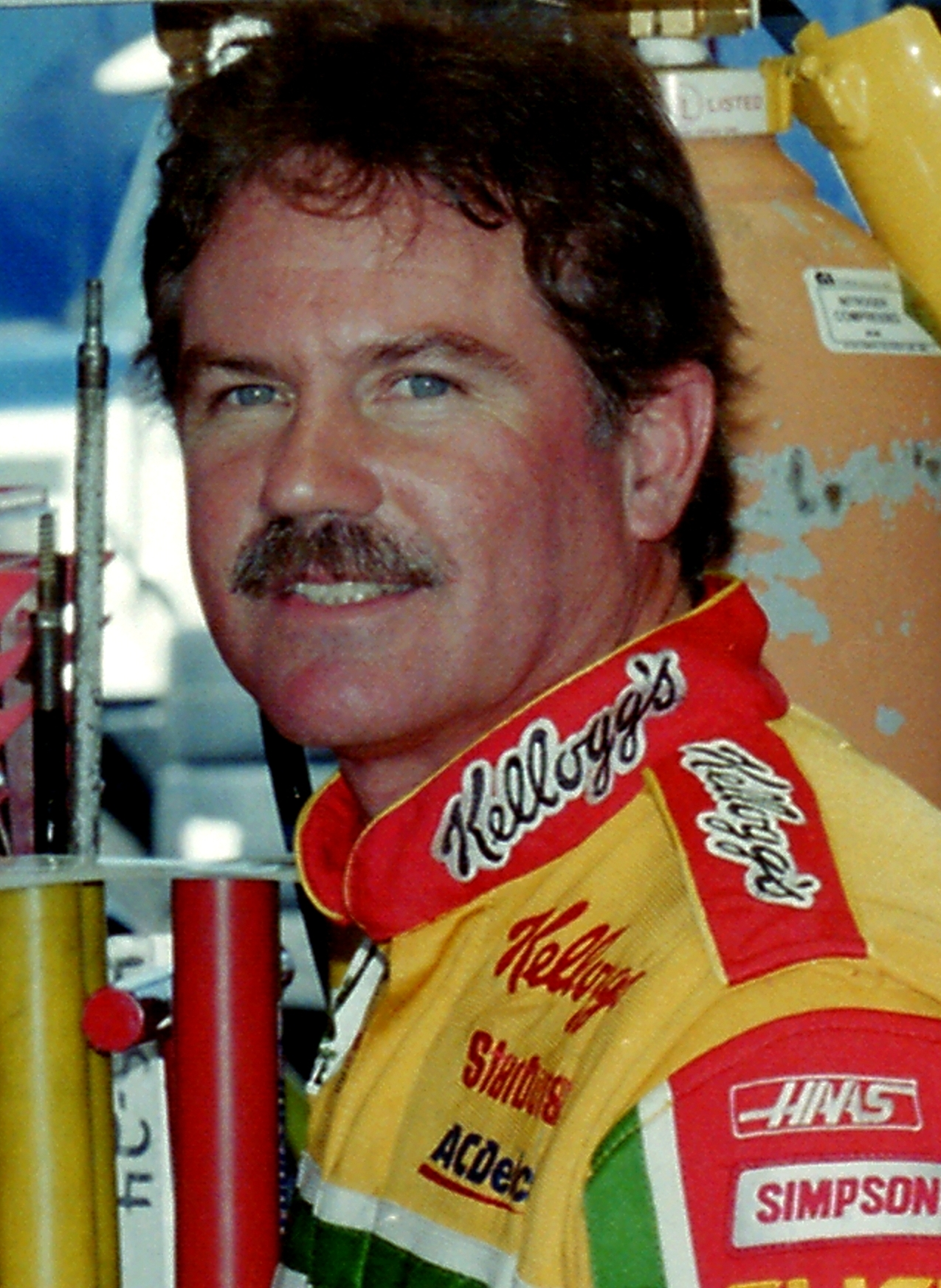
Terry Labonte, vainqueur de l'IROC XIII, 1997

La 13e édition de l'International Race of Champions, disputée en 1989, a été remportée par l'Américain Terry Labonte. Tous les pilotes conduisaient des Chevrolet Camaro.

## Courses de l'IROC XIII
| Date            | Lieu         | Vainqueur      | Nationalité | Championnat d'origine |
| 17 février 1989 | Daytona      | Rusty Wallace  | États-Unis  | Winston Cup (NASCAR)  |
| 29 avril 1989   | Nazareth     | Danny Sullivan | États-Unis  | CART                  |
| 5 août 1989     | Michigan     | Terry Labonte  | États-Unis  | Winston Cup (NASCAR)  |
| 12 août 1989    | Watkins Glen | Al Unser Jr.   | États-Unis  | CART                  |

## Classement des pilotes
| Classement | Pilote         | Pays       | Championnat          | Points |
| ---------- | -------------- | ---------- | -------------------- | ------ |
| 1er        | Terry Labonte  | États-Unis | Winston Cup (NASCAR) | 72     |
| 2e         | Al Unser Jr.   | États-Unis | CART                 | 60     |
| 3e         | Rusty Wallace  | États-Unis | Winston Cup (NASCAR) | 58     |
| 4e         | Dale Earnhardt | États-Unis | Winston Cup (NASCAR) | 57     |
| 5e         | Scott Pruett   | États-Unis | IMSA                 | 51     |
| 6e         | Bill Elliott   | États-Unis | Winston Cup (NASCAR) | 38     |
| 7e         | A.J. Foyt      | États-Unis | CART                 | 36     |
| 8e         | Danny Sullivan | États-Unis | CART                 | 35     |
| 9e         | Hurley Haywood | États-Unis | Trans-Am (SCCA)      | 31     |
| 10e        | Geoff Brabham  | Australie  | IMSA                 | 24     |
| 11e        | Rick Mears     | États-Unis | CART                 | 24     |
| 12e        | Richard Petty  | États-Unis | Winston Cup (NASCAR) | 16     |